# Divisió del Nord
La divisió del Nord o divisió Septentrional (Northern Division) fou una entitat administrativa de la presidència de Bombai, Índia Britànica, situada a la part nord d'aquesta. La capital era Ahmedabad. Tenia una superfície de 35.509 km² i una població de 3.513.532 habitants, sent la més petita de les divisions i la més poblada. Els hindús eren el 84% i els musulmans el 9% (janistes un 2%, cristians, sikhs, budistes, parsis, jueus i animistes completaven la resta).
Estava formada pels següents districtes:
- Districte d'Ahmedabad
- Districte de Kaira
- Districte de Panch Mahals
- Districte de Broach
- Districte de Surat
- Districte de Thana o Thane

Els cinc primers districtes estaven al Gujarat. En total hi havia 47 ciutats i 4.950 pobles. Ls principals ciutats eren Ahmedabad (185.889 habitants el 1901), Surat (119.306), Bandra (22.075), Broach (42.896), Godhra (20.915) i Nadiad (31.435).
Les agències sota supervisió del Comissionat de la divisió eren: 
- Agència de Mahi Kantha
  - Idar
  - 62 petits estats
- Agència de Palanpur
  - Palanpur
  - Radhanptir
  - 8 petits estats
- Agència de Rewa Kantha
  - Balasinor
  - Bariya
  - Chhota Udaipur
  - Lunavada
  - Rajpipla
  - Sunth
  - 5 petits estats
  - 2 cercles thana de 50 talukes
- Agència de Kaira
  - Cambay
- Agència de Surat
  - Bansda
  - Sachin
  - Dharampur
  - Estats Dangs
- Agència de Thana
  - Jawhar